# Printemps de Rochevilaine

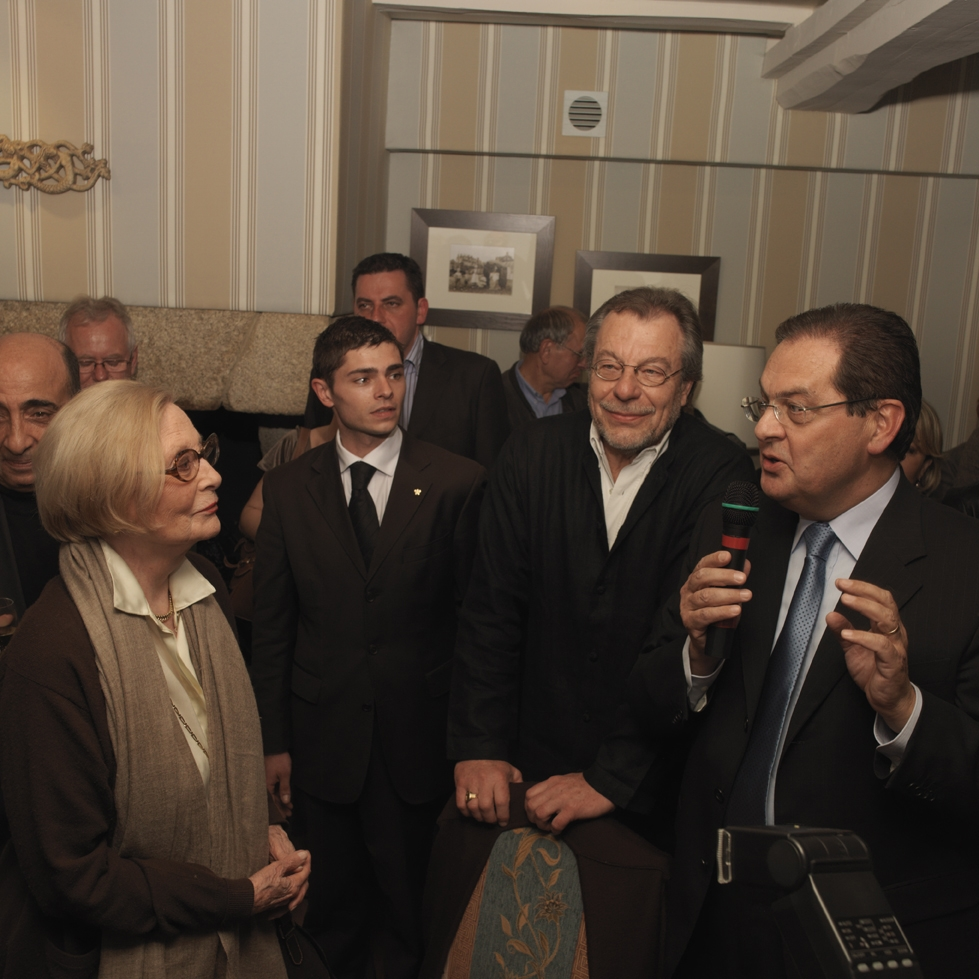
Michèle Morgan expose aux Printemps de Rochevilaine en 2008, Domaine de Rochevilaine (Morbihan)

Les Printemps de Rochevilaine sont des expositions d’œuvres d’art organisées chaque année, depuis 1998, au Domaine de Rochevilaine (Pointe de Pen Lan, Billiers, Morbihan).

## Historique
Depuis 1998, Bertrand Jaquet, propriétaire du Domaine de Rochevilaine, et son ami, l’artiste peintre et homme de relations publiques, Gérard Le Gentil, ont créé une manifestation toute particulière, les Printemps de Rochevilaine, regroupant des invités de prestige pour l’exposition de peintures et de sculptures. S’y pressent collectionneurs et amateurs d’art, heureux d’y trouver des artistes de talent, aux « univers artistiques bien marqués ».

## Artistes mis à l’honneur
- Alain Bonnefoit
- Paul Ambille
- Gérard Le Gentil
- Arlette Le More
- Claude Fauchère
- Michel-Henry
- Elisabeth Cibot
- Christoff Debusschere
- Yo Coquelin
- Michel Jouenne
- Hervé Loilier
- Pierre Lagenie
- Monique Journod
- Nadine Le Prince
- Jean Lemonnier
- Serge Marko
- Et bien d’autres encore…

Une des quatre suites du Domaine de Rochevilaine, le « Loft des Artistes » est dédiée à ces artistes, peintres de la marine pour certains d’entre eux. Chacun y a déposé une œuvre originale, selon un concept lancé par Bertrand Jaquet et Gérard Le Gentil : « les artistes s’encadrent ».